# Komputer trzeciej generacji

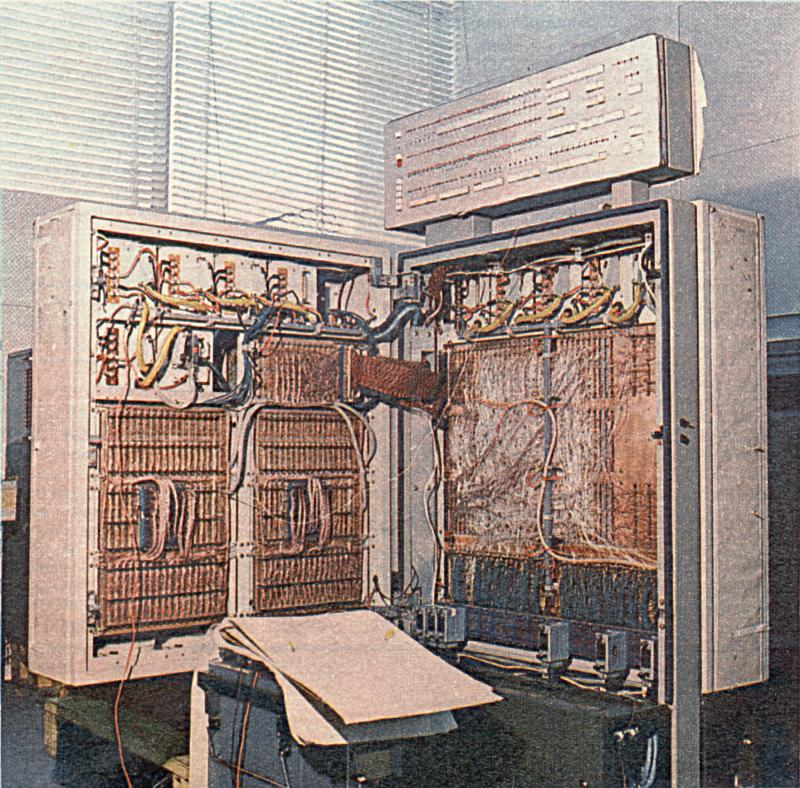
Odra 1305

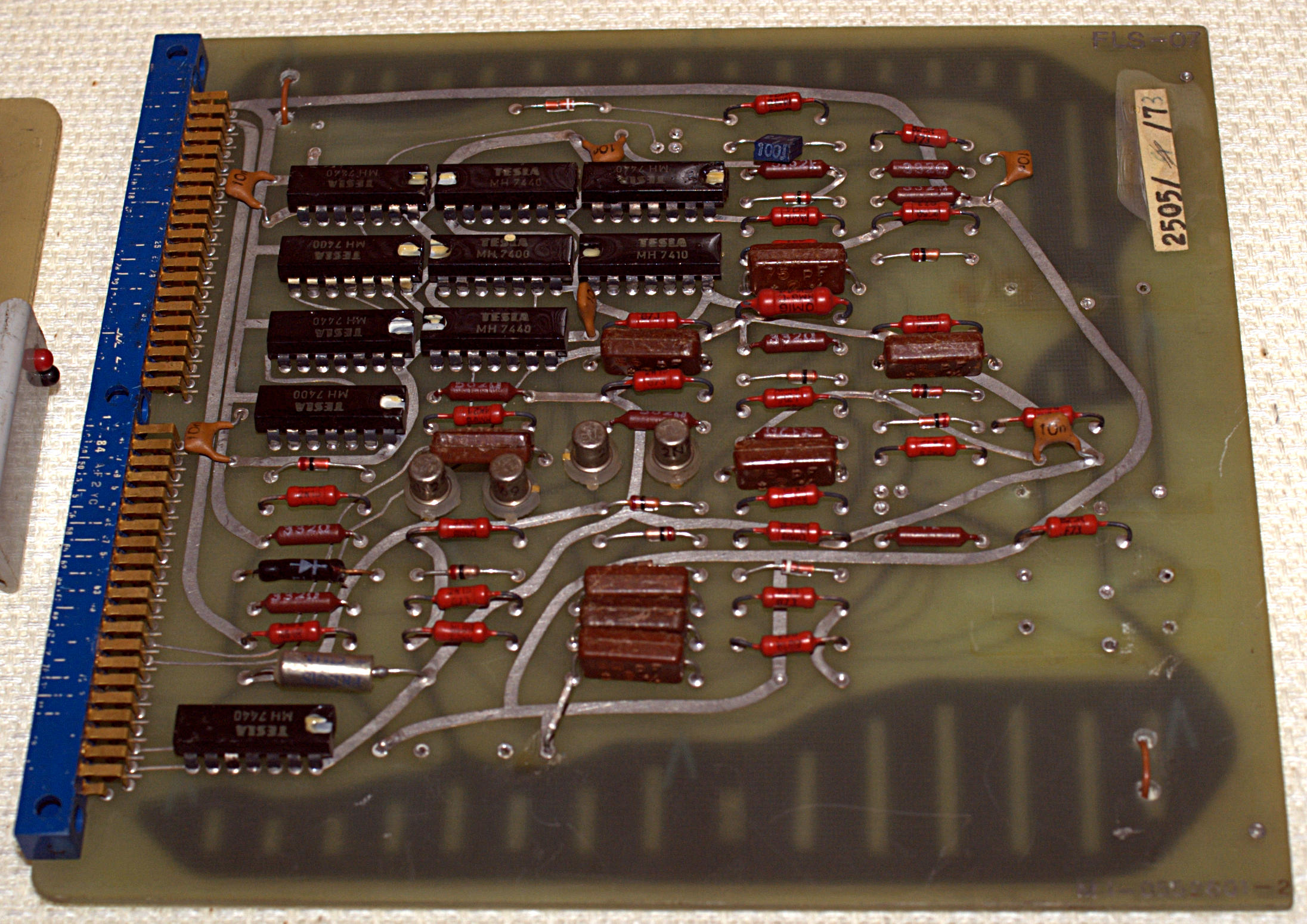
Pakiet stosowany w komputerach Odra 1305 i Odra 1325

Komputer trzeciej generacji – komputer zbudowany na układach scalonych małej skali integracji (SSI) i średniej skali integracji (MSI), które zawierały tylko kilka do kilkunastu struktur półprzewodnikowych na jednej płytce, czyli oparty głównie o układy wytwarzane w technologii TTL.
Trzecią generację komputerów rozpoczęła seria 360 korporacji IBM. Komputery te były budowane w latach 1965-1980. Polskim komputerem trzeciej generacji jest Odra 1305.